# 北門街商圈
北門街商圈，指臺灣新竹市北區北門街一帶的商圈。北門街連接新竹城隍廟、長和宮、清朝開台進士古蹟群、清朝開北台拔元遺址、台灣四大林園之一 北郭園（北郭煙雨）遺址 （页面存档备份，存于），跨越中正路－驛前大道到新竹市演藝廳。以一個完整的文化圈，呈現百年來新竹工商發展，由商店、市街、商場、步行街、婚紗街、教堂、辦公樓、酒店、飲食等的有機組合而成的「新竹之心」，提供經濟、藝文流行與城市的活動。該商圈南面緊鄰護城河迎曦門，北端接新竹機場。

## 周邊觀光資源
- 都城隍廟（北城隍、中媽祖、南王爺）
- 百年北門官道
- 新竹州廳
- 影像博物館-- 假日免費(無料)電影欣賞
- 新竹產業會館
- 消防博物館
- 長和宮
- 開台進士古蹟群
- 開北台拔元遺址
- 新竹市演藝廳
- 黑蝙蝠紀念館
- 櫻花機紀念
- 眷村博物館
- 潛園 (潛園探梅) 遺址 台灣四大林園之一（页面存档备份，存于）
- 百年北門國小

## 飲食文化

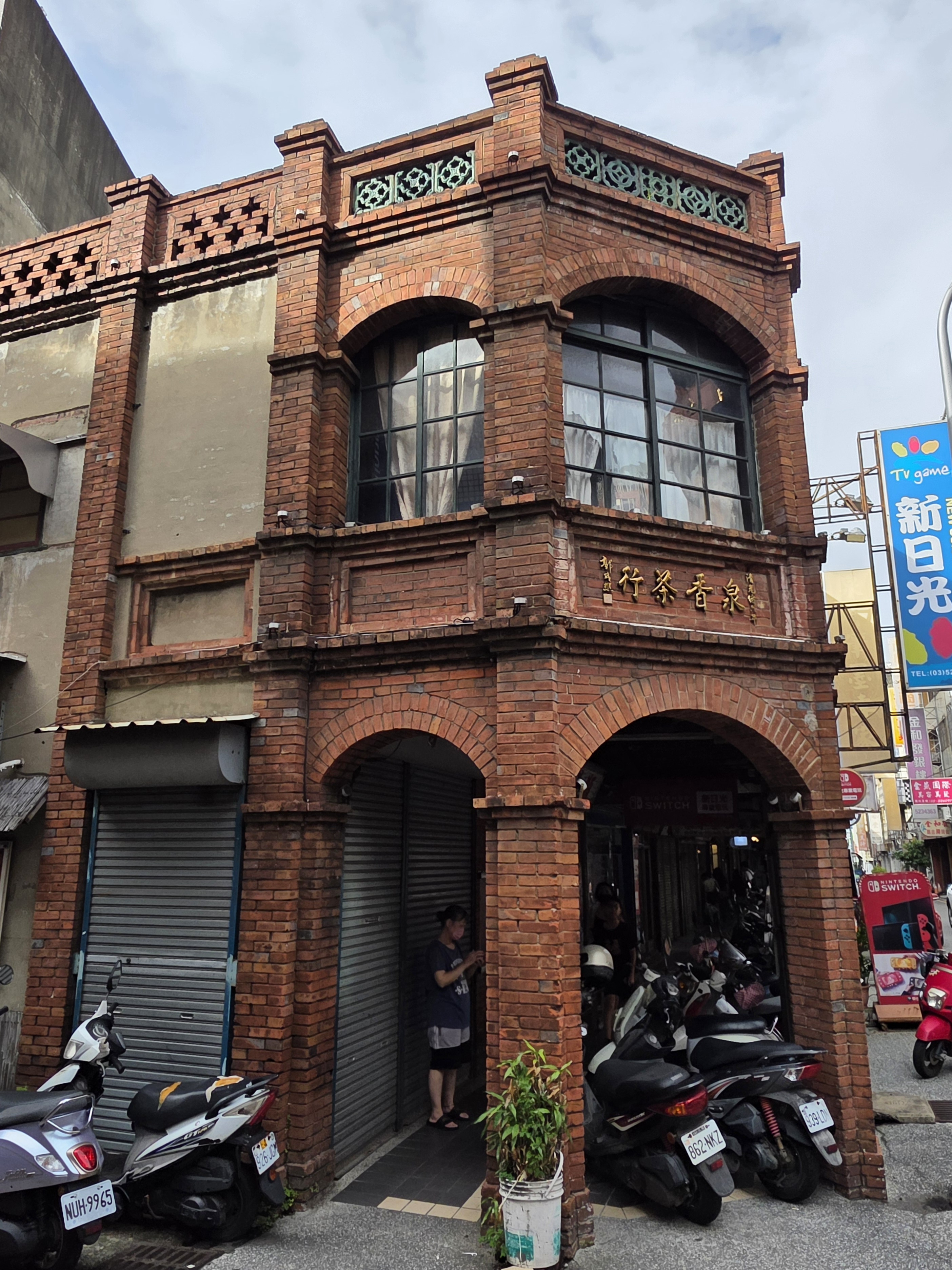
泉香茶行

飲食以台式 閩南菜 為主水潤餅代表，新竹城隍廟周邊為主要，街道步行需20分鐘。
| | | |
| - 大粒粉圓 - 新復珍餅店--百年 - 北門雞絲飯 - 杏春藥房--百年 - 明聲電器 - 進益貢丸 - 源初 - 四果湯 - 金連滷肉飯 - 新復珍電影院 - 黑貓包 - 燒烤店 - 潤餅店--百年 - 糕餅店--百年 - 居之安茶坊 - 泉香茶行--百年 - 北門炸粿 - 聯勝米店--百年 - 卡爾登飯店 - 蔘藥行--百年 - 擔仔麵、台菜料理亭 - 燒烤、麵食川菜餃類 - 茶藝、麵包等 - 魚翅、咖啡 - 豆漿、珍珠奶茶 | - 法國巴黎婚紗 - 新娘物語婚紗 - 青樺婚紗 - 新娘秘書婚紗 - 芭比婚紗 - 鑽石店 - 北大教堂 - 7-Eleven - 諾雅婚紗 - 蘇菲雅婚紗 - 蒂芬妮婚紗 - 歐莉葉荷婚紗 - 新娘秘書 - 嬰兒用品店 - 試管嬰兒診所 - 喜餅店 - 福華飯店 - 柏克萊飯店 - 新竹市文化局演藝廳 - 高家冬瓜茶 - 鴨肉許 - 大面積停車場 - 荷蘭銀行 | - 巨城購物中心---10萬坪 - 華納威秀影城3D - 南北雜貨總匯 - 花卉種苗街 - 粥店 - 炭烤pizza - 日式料理亭 - 樂器專門店 - 814麗香冰店 - 基督教堂 - 薇閣 - Pain de mie 咖啡教室 - 蜜糖吐司 - 大河料理 |

## 古琴
- 唐朝古琴，「萬壑松」古琴是潛園鎮館之寶。不定期在新竹市演藝應展出。
- 吳王夫差 山龍用劍。中國辦京奧，安排青銅製越王劍在北京亮相；新竹市的收藏玩家也不遑多讓，以吳王夫差劍，伴隨另2把青銅劍現身。為證明台灣青銅劍玩家也握有珍品。

## 墨寶
〈十八羅漢渡江圖〉被選送參加巴拿馬全球美術展，榮獲優等獎。作者:李霞

## 交通工具
- 新竹火車站門口 直行 驛前大道 ( 今 中正路 ) 到新竹市政府門口 下車  往中山路走 約七分鐘。 中山路直走 到底是 新竹神社
- 新竹機場 門口 直行  驛前大道 ( 今 中正路 ) 到新竹市政府門口 下車  往中山路走 約七分鐘。